# Reserva Faunística Ouandjia-Vakaga
A Reserva Faunística Ouandjia-Vakaga encontra-se na República Centro-Africana. Foi estabelecida em 1925. A reserva ocupa 7233 km².